# Boris Svrtan
Boris Svrtan (Rijeka, 7. listopada 1964.) je hrvatski kazališni, televizijski i filmski glumac, član ansambla GDK Gavella. Od 2014. do 2018. godine bio je ravnatelj Kazališta Gavella.
Bio je izvanredni profesor na ADU Zagreb, gdje je radio ukupno 16 godina, od toga trajno zaposlen kao docent i izvanredni profesor od 2003. do 2014. godine. Predsjednik HDDU-a od lipnja 2012. do siječnja 2015.

## Školovanje
U Rijeci pohađa osnovnu školu i V. gimnaziju, a potom upisuje i diplomira na Akademiji dramske umjetnosti Sveučilišta u Zagrebu u klasi Neve Rošić 1988. godine.
Od 1986. godine kao student igra u predstavama Gradskog dramskog kazališta Gavella - "Ludi dani", "Viktor" i "Leda". Godine 1989. postaje članom ansambla istog kazališta.

## Kazališna karijera

### Gradsko dramsko kazalište Gavella
Tijekom svoje karijere, Boris Svrtan odigrao je niz uloga u matičnom kazalištu "Gavella" i na pozornicama drugih kazališta. 
Godine 1989. Primljen je u stalni angažman u GDK „Gavella“ u kojem ostaje do kraja 2006. godine. Kasnije ostaje vanjskim članom istog kazališta. 
Za to vrijeme ostvario je trideset i osam uloga, među kojima su:
- Basille u predstavi „Ludi dani“ P.Beaumarchaisa i O.von Horvatha u režiji P.Magellija,
- Trigorin u „Galebu“ A.P. Čehova u režiji P.Večeka,
- Viktor u „Viktor ili Dan mladosti“ D.Jovanovića u režiji P.Magellija,
- St.Juste u „Dantonovoj smrti“ G. Buchnera u režiji P.Večeka,
- Mario u „Velikoj magiji“ E.de Fillipa u režiji P.Magellija,
- Marko Labudan u „Brezi“ S.Kolara u režiji K.Dolenčića,
- Brick u „Mački na vrućem limenom krovu“ T.Williamsa u režiji S.Banović,
- Rakitin u „Mjesec dana na selu“I.P. Turgenjeva u režiji P.Magellija,
- Dr.Rank i Konzul Weigang u „Nora, Nora“ H.Ibsena i E. Jelinek u režiji P.Magellija,
- Ostap Bender u „Zlatnom teletu“ Iljfa i Petrova u režiji K.Dolenčića,
- Doktor u „Woyzecku“ G.Buchnera u režiji E.Millera,
- Teddy Platt u „Kući i vrtu“ A.Ayckbournea u režiji N.Kleflin,
- Planturel u „Mladoženji Barillonu“ G.Faydeaua u režiji B.Violića,
- Vladimir pl.Balloczansky u „Povratku Filipa Latinovića“ M. Krleže u režiji Z.Viteza ,
- Cigan u „Ptičicama“ F. Šovagovića u režiji O.Prohića,
- Bezdomni u „Majstoru i Margariti“ M.Bulgakova u režiji O.Prohića,
- Jurij Aleksejević u „Četvrtoj sestri“J.Glowatzkoga u režiji Same Streleca.

Osim uloga na pozornici matičnog kazališta, postavio je na scenu GDK „Gavella“ dvije predstave Miroslava Krleže: „Balade Petrice Kerempuha“ na sceni „Mamut“ 2003. i „Ledu“ na velikoj sceni 2011. godine. Koautor je dramatizacije pripovijetke "Breza" Slavka Kolara 1996. i romana "Zlatno tele" Iljfa i Petrova 2000. godine.

### Izvan matičnog kazališta
Izvan matičnog kazališta odigrao je još dvadesetak uloga, od kojih su izdvojene:
- Josip II u „Gričkoj vještici“ M.J.Zagorke u režiji M.Međimorca – GD“Histrion“
- Burstl u „Hipokondrijakušu“ T.Brezovačkog u režiji K.Dolenčića – HNK u Zagrebu
- Harlekin u „Pierrot ili tajne noći“ P. Tourniea i Henry u „Životx3“  Y.Reze, obje u režiji I.Šimića – "Mala scena"
- Eric Larsen u „Enigmatskim varijacijama“ E. Emanuela Schmitta u režiji N.Rošić – "Mala scena"
- Alain u „Bogu masakra“ Yasmine Reze u režiji F.Perković – Teatar „Rugantino“
- Monodrama „Moj slučaj“ V. Gotovca u vlastitoj režiji – GD“Histrion“
- Sive i Vranje u „Bunjevačkom bluesu“ T. Žigmanova, u režiji Vlatka Dulića.
- Rudolf Steiner i međunarodnom projektu „Pita“ F.Vuzele u režiji Same Strelca 2014.
- Knez u predstavi „Romeo i Giulietta“ u režiji Jagoša Markovića, Dubrovačke ljetne igre 2014.
- Gospar Lukša i Knez u predstavi „Dubrovačka trilogija“ u režiji Staše Zurovca, Dubrovačke ljetne igre 2015.

### Pisanje za kazalište
Napisao je i na scenu Kazališta Kerempuh postavio dva satirička komada „Spika na spiku“1992. i „Spika2“ 1994., koji su igrali pet sezona, s ukupno 380 izvedbi. 

## Pedagoški rad
Od 2003. do 2007. na Akademiji dramske umjetnosti radi samostalno kao vanjski suradnik - profesor scenskog govora, a 2007. zaposlen je u zvanju izvanrednog profesora. Ukupno dvanaest godina bavi se kontinuirano pedagoškom radom na osnovama doktrine organske glumačke svijesti dr.Branka Gavelle. 

## Redateljski rad
Režijom se intenzivnije počeo baviti po odlasku iz matičnog kazališta 2006.godine, te je do danas postavio ukupno jedanaest predstava. 
- 1992. - „Spika na spiku“ GSK „Kerempuh“
- 1994. - „Spika2“ GSK „Kerempuh“
- 2003. - „Balade Petrice Kerempuha“ M.Krleže na sceni „Mamut“ u GDK „Gavella“
- 2007. – režija, scenografija i dramatizacija romana „Metastaze“ Ive Balenovića, istoimene predstave u GSK „Kerempuh“
- 2009. – režija i adaptacija drame Martina McDonagha „Šepavi Jura od Kravarskog“ (u originalu „The Cripple of Innishman“) za scenu GSK „Kerempuh“
- 2010. - režija i glazba za predstavu Antuna Šoljana „Romanca o tri ljubavi“ koja je nastala od glumačkog ispita na završnoj godini MA studija u suradnji ADU i KNAP-a
- 2011. – režija predstave „Leda“ Miroslava Krleže u GDK“Gavella“
- 2011. - režija i scenografija predstave „Murlin Murlo“ Nikolaja Koljade na sceni POU Velika Gorica
- 2012. - režija predstave „Silent Screams“, koja je igrana na engleskom jeziku,  u sklopu projekta „Komunikacijom protiv boli“ – suradnje Medicinskog fakulteta u Zagrebu i ADU.
- 2012. - režija i dramatizacija predstave „Moj slučaj“ Vlade Gotovca u „Histrionskom domu“
- 2014. - režija predstave „Sladoled“ Mire Gavrana u „Gavran Teatru“

## Televizijska karijera
Boris Svrtan glumio je u brojnim televizijskim serijima i programima, a neki od najznačajnijih su:
- "Kumovi" kao ministar Vlado Herceg (2022.)
- "Mrkormir Prvi" kao Cane (2022.)
- "Crno-bijeli svijet" kao Denona (2021.)
- "General" kao Ante Roso (2019. – 2020.)
- "Na granici" kao Frane Lasić (2019.)
- "Rat prije rata" kao Zdravko Mustač (2018.)
- "Ko te šiša" kao redatelj sapunice (2018.)
- "Novine" kao premijer Lozančić (2016. – 2020.)
- "Počivali u miru" kao Zdeslav Tokić (2013., 2014., 2017.)
- "Tajne" kao Josip Franić (2013. – 2014.)
- "Stella" kao doktor (2013.)
- "Jugoslavenske tajne službe" kao Josip Broz Tito (2012.)
- "Loza" kao Slavko (2012.)
- "Odmori se, zaslužio si" kao Jurica (2010.)
- "Dome slatki dome" kao redatelj (2010.)
- "Tito" kao Josip Broz Tito (2010.)
- "Zakon!" kao Dr. Stiven Dumančić (2009.)
- "Mamutica" kao Boris (2008.)
- "Hitna 94" kao Nenad (2008.)
- "Stipe u gostima" kao gospodin sa psom (2008.)
- "Bitange i princeze" kao intelektualac (2007.)
- "Naša mala klinika" kao redatelj (2007.)
- "Žutokljunac" kao Luigi (2005.)
- "Duga mračna noć" kao Sandel (2005.)
- "Kad zvoni?" kao Igorov tata (2005.)
- "Osvajanja Ljudevita Posavca" kao Ljudevit Posavec (2004.)
- "Zlatni vrč" kao Denis Karaula (2004.)
- "Naši i vaši" kao dr. Marijan (2002.)
- "Naša kućica, naša slobodica" (1999.)
- "Obiteljska stvar" kao Marko (1998.)
- "Smogovci" kao Đuro (1991.)
- "Pozitivna nula" (1990.)
- "The Dirty Dozen" kao Radio Man (1988.)

## Filmska karijera
Boris Svrtan snimio je preko 20 filmova, a istaknuti filmski projekti su:
- "General" kao Ante Roso (2019.)
- "Djeca jeseni" kao Marinko Kero (2012.)
- "Životinjsko carstvo" kao pripovjedač (2012.)
- "Da mogu..." kao Damir Šafarić (2009.)
- "Zapamtite Vukovar" (2008.)
- "Iza stakla" kao Boško (2008.)
- "Kradljivac uspomena" (2007.)
- "Armin" kao Perić (2007.)
- "Što je Iva snimila 21. listopada 2003." kao Darko (2005.)
- "Slučajna suputnica" kao pilot (2004.)
- "Duga mračna noć" kao Sandel (2004.)
- "Potonulo groblje" (2002.)
- "Nebo, sateliti" kao Ante (2000.)
- "Maršal" kao Lijan Mulderić (1999.)
- "Novogodišnja pljačka" kao Damir Šarić (1997.)
- "Gospa" kao Dragan Maček (1995.)
- "Svaki put kad se rastajemo" kao Ivo (1994.)
- "Spika na spiku" kao Josip Broz (1993.)
- "Stranci u noći" (1992.)
- "Papa mora umrijeti" kao mladi čuvar (1991.)

## Vanjske poveznice
- Boris Svrtan u internetskoj bazi filmova IMDb-u (engl.)
- Stranica na Mala-scena.hr  Arhivirana inačica izvorne stranice od 3. ožujka 2010. (Wayback Machine)
- Stranica na GDK Gavella